# Enicospilus erythrocerus
Enicospilus erythrocerus là một loài tò vò trong họ Ichneumonidae.